# Ferrovia Øresund
La ferrovia dell'Øresund (in danese Øresundbanen, in svedese Öresundsbanan) è un'importante linea ferroviaria che collega Svezia e Danimarca servendo le importanti città di Malmö e Copenaghen. La linea ferroviaria attraversa lo stretto di Øresund per mezzo del ponte omonimo.

## Storia
La ferrovia è stata aperta 2000 insieme al ponte di Øresund.
A Lernacken, dove il ponte Øresund è collegato con la Svezia, il confine tra l'alimentazione standard danese (25 kV, 50 Hz) e svedese (15 kV, 16 2/3 Hz). Solo i treni elettrici adattati alla doppia tensione e i treni diesel possono superare questo punto. Il sistema di segnaletica e il controllo del traffico hanno il confine a Peberholm. Tutti i treni devono avere ATC danese e svedese.
Dopo che il Citytunneln sotto Malmö è stato inaugurato l'11 dicembre 2010, la linea Øresund è collegata direttamente al tunnel, il che facilita il traffico ferroviario attraverso l'Øresund, poiché i treni a lunga percorrenza non devono più cambiare direzione dopo Malmö C, che in precedenza è stata una stazione di ristrutturazione.

## Percorso
|  | Continuation backward |

|  | Station on track |

| Unknown route-map component "CONTgq" | Unknown route-map component "ABZgr" |  |  |  |

| Unknown route-map component "CONTgq" | Unknown route-map component "ABZgr" |  |  |  |

|  | Straight track |

|  | Unknown route-map component "tSTRa" |

|  | Unknown route-map component "tSTRe" |

| Unknown route-map component "CONTgq" | Unknown route-map component "ABZg+r" |  |  |  |

|  | Straight track |

|  | Unknown route-map component "hKRZWae" |

| Unknown route-map component "uhCONTgq" | Unknown route-map component "mTINT" | Unknown route-map component "uhCONTfq" |  |  |

|  | Unknown route-map component "tSTRa" |

|  | Unknown route-map component "tBHF" |

|  | Unknown route-map component "tSTRe" |

|  | Unknown route-map component "tSTRa" |

|  | Unknown route-map component "tKRWgl" | Unknown route-map component "tKRW+r" |  |  |

|  | Unknown route-map component "tBHF" | Unknown route-map component "tSTRe" |  |  |

|  | Unknown route-map component "tSTRe" | Straight track | Unknown route-map component "uhKBHFaq" | Unknown route-map component "uhCONTfq" |

| Unknown route-map component "KRW+l" | Unknown route-map component "KRWgr" | Straight track |  |  |

| Non-passenger end station | Unknown route-map component "KRWg+l" | Unknown route-map component "KRWr" |  |  |

|  | Unknown route-map component "tCSTRe@f" |

| Unknown route-map component "WDOCKSa-R" | Unknown route-map component "WFILL" + Unknown route-map component "tSTR" | Unknown route-map component "WDOCKSa-L" |  |  |

| Unknown route-map component "WDOCKSe-R" | Unknown route-map component "WFILL" + Unknown route-map component "tSTR" | Unknown route-map component "WDOCKSe-L" |  |  |

|  | Unknown route-map component "tCSTRa@g" |

|  | Unknown route-map component "STR+GRZq" |

|  | Track change + Unknown route-map component "lhSTRa@f" |

| Unknown route-map component "WDOCKSa-R" | Unknown route-map component "WFILL" + Unknown route-map component "MSTR" + Unknown route-map component "lhSTR" + Straight track | Unknown route-map component "WDOCKSa-L" |  |  |

| Unknown route-map component "WFILL" + Unknown route-map component "GRZq" | Unknown route-map component "WFILL" + Unknown route-map component "MSTR" + Unknown route-map component "GRZq" + Unknown route-map component "lhSTR" + Restricted border on track | Unknown route-map component "WFILL" + Unknown route-map component "GRZq" |  |  |

| Unknown route-map component "WDOCKSe-R" | Unknown route-map component "WFILL" + Unknown route-map component "MSTR" + Unknown route-map component "lhSTR" + Straight track | Unknown route-map component "WDOCKSe-L" |  |  |

|  | Unknown route-map component "STR+GRZq" + Unknown route-map component "lhSTRe@g" |

|  | Non-passenger station/depot on track |

|  | Junction both to and from left | Unknown route-map component "STR+r" |  |  |

|  | Straight track | Station on track |  |  |

|  | Straight track | Unknown route-map component "tSTRa" |  |  |

|  | Straight track | Unknown route-map component "tHST" |  |  |

|  | Straight track | Unknown route-map component "tBHF-L" | Unknown route-map component "KBHFa-R" |  |

|  | Straight track | Unknown route-map component "tSTRe" | Straight track |  |

|  | Straight track | Unknown route-map component "KRWg+l" | Unknown route-map component "KRWr" |  |

|  | Straight track | Junction both to and from left | Unknown route-map component "CONTfq" |  |

|  | Straight track | Stop on track |  |  |

|  | Straight track | Unknown route-map component "eABZgl" | Unknown route-map component "exCONTfq" |  |

|  | Straight track | Stop on track |  |  |

|  | Straight track | Stop on track |  |  |

|  | Station on track | Straight track |  |  |

|  | One way leftward | Junction both to and from right |  |  |

|  |  | Unknown route-map component "ABZgl" | Unknown route-map component "CONTfq" |  |

|  |  | Continuation forward |